# John Dalton
John Dalton (6. září 1766 Eaglesfield, Cumberland – 27. července 1844 Manchester) byl britský chemik a fyzik. Je považován za jednoho ze zakladatelů moderní atomistiky. Již v roce 1801 popsal svou atomovou teorii, podle které mají všechny atomy jednoho prvku (na rozdíl od atomů jiných prvků) stejnou hmotnost. Výsledky své práce zveřejnil v roce 1808 ve svém základním díle A New System of Chemical Philosophy.
Zpočátku se zabýval meteorologií. Později zkoumal oční vady, především barvoslepost. Na jeho počest jsou červeno-zelené vrozené poruchy barvosleposti nazvány daltonismus.
Značnou část své kariery se zabýval fyzikálními vlastnostmi kapalin a plynů. V roce 1801 formuloval Daltonův zákon parciálních tlaků, který stručně říká, že tlak směsi plynů je roven součtu jejich parciálních tlaků.

## Vzdělání a život
John Dalton se narodil 6. září 1766 v kvakerské tkalcovské rodině v Eaglesfieldu v Anglii. Rané vzdělání získal od svého otce a od kvakera Johna Fletchera, který provozoval soukromou školu v nedaleké vesnici Pardshaw Hall. Daltonova rodina byla příliš chudá na to, aby ho dlouhodobě uživila, a tak si začal od svých deseti let vydělávat na živobytí ve službách bohatého místního kvakera Elihu Robinsona.

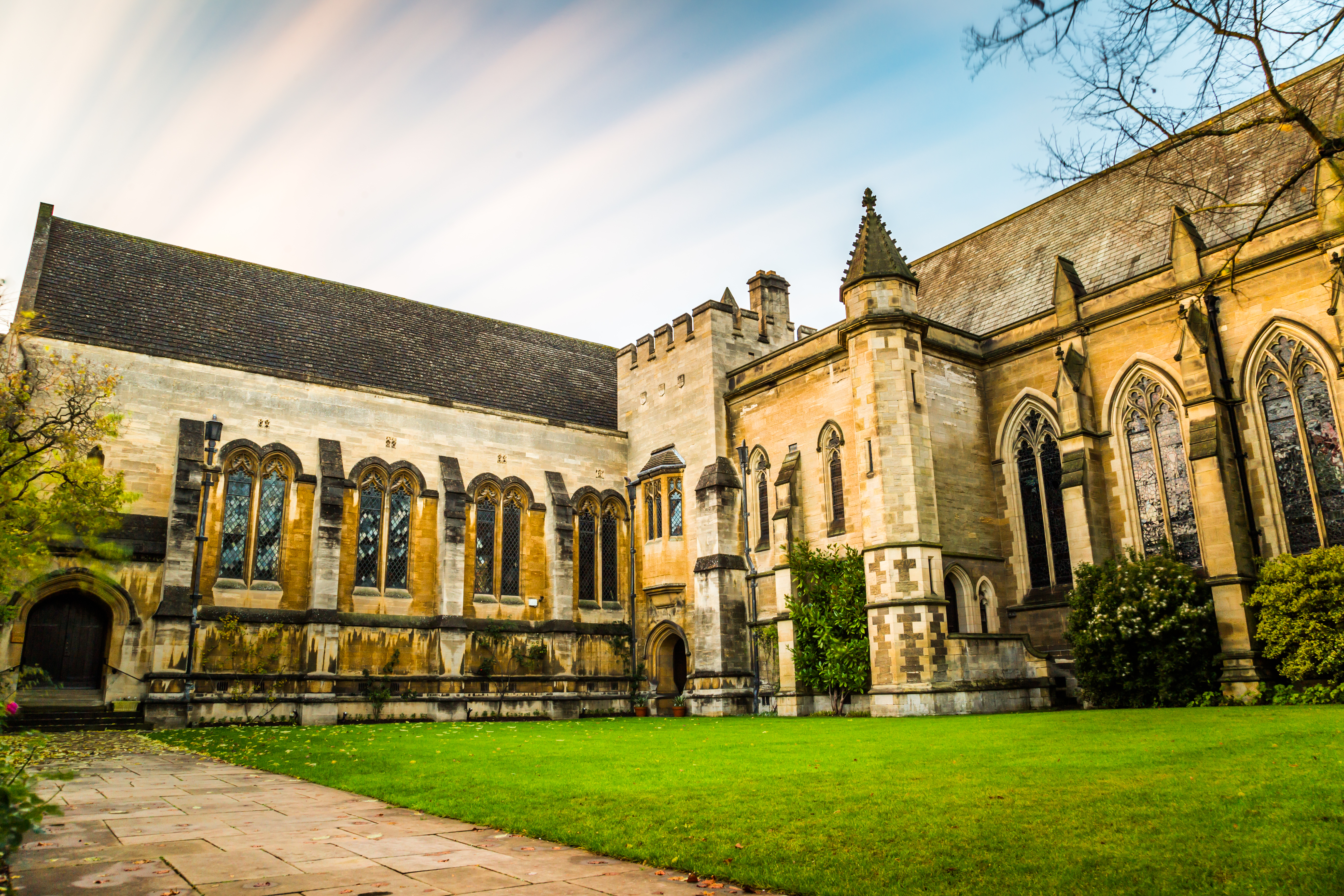
Harris Manchester College - jedna ze zakládajících vysokých škol Oxfordské univerzity ve Spojeném království

Své rozsáhlé vědomosti získal především jako samouk. Mnoho vědeckých poznatků získal z neformálního vyučování slepého filozofa Johna Gougha, který byl nadaný ve vědě a umění. Ve 27 letech byl jmenován učitelem matematiky a přírodní filozofie na Harris Manchester College v Oxfordu. Zůstal zde sedm let a po odchodu začal novou kariéru jako soukromý učitel stejných předmětech.
V roce 1800 se Dalton stal sekretářem Manchester Literary and Philosophical Society (Manchesterská literární a filozofická společnost) a od roku 1817 byl jejím předsedou.

## Vědecká práce

### Meteorologie

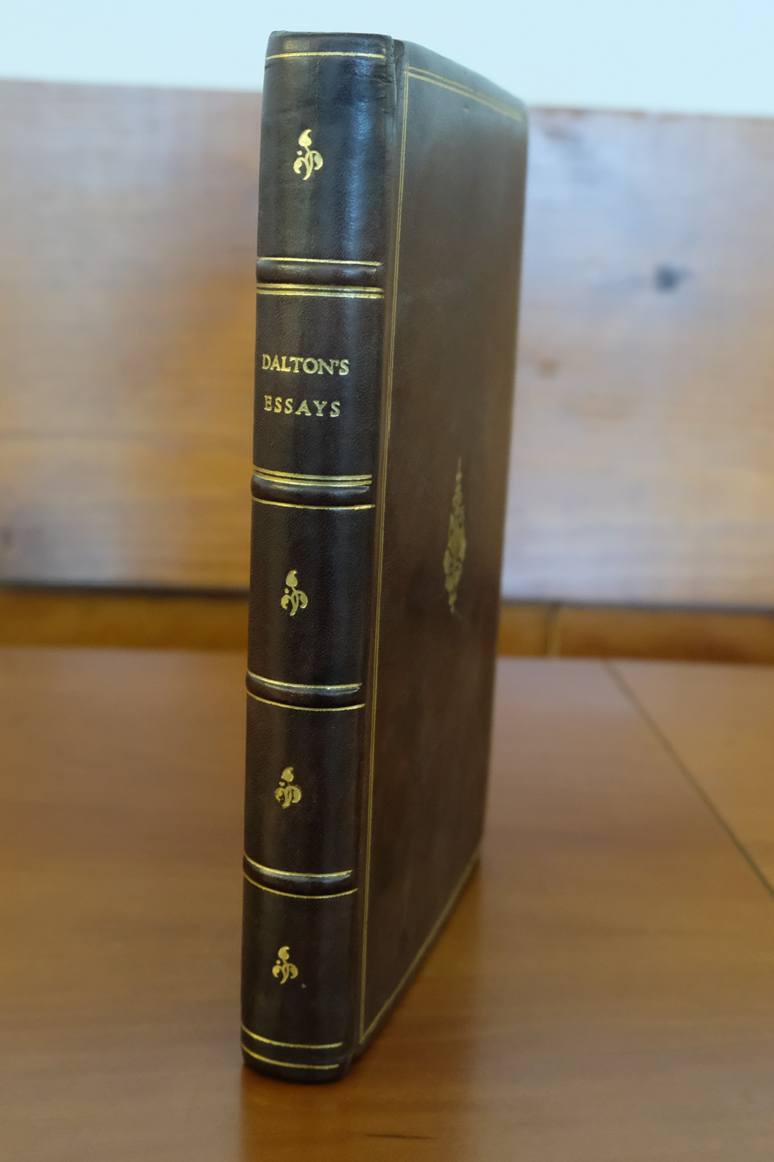
Kniha Daltonových Meteorologických pozorování a esejů (1793)

Daltonův zájem o meteorologii byl ovlivněn kvakerem a schopným meteorologem Elihu Robinsonem. V roce 1787 začal Dalton psát svůj meteorologický deník, do kterého během následujících 57 let zaznamenal více než 200 000 pozorování. Znovuobjevil teorii atmosférické cirkulace George Hadleyho (nyní známou jako Hadleyova buňka). V roce 1793 vyšla Daltonova první publikace Meteorological Observations and Essays. Druhá vyšla v roce 1801 s názvem Elements of English Grammar (or A new system of grammatical instruction: for the use of schools and academies).

### Daltonismus (barvoslepost)
V roce 1794 publikoval Dalton svůj první článek na téma Mimořádná fakta týkající se vidění barev, ve kterém se snažil dokázat, že nedostatek vnímání barev je způsoben změnou barvy tekutého média oční bulvy. Protože on i jeho bratr byli barvoslepí, domníval se, že tato nemoc musí být dědičná.
V roce 1794 pak jako první vědecky vysvětlil podstatu barvosleposti. Popsal jednu z vrozených příčin barvosleposti - omezenou schopnost rozlišit červenou a zelenou barvu. Na jeho počest byla barvoslepost pojmenovaná daltonismus. Ačkoli Daltonova teorie byla později vyvrácena, jeho raný výzkum poruchy barevného vidění měl velký význam pro pozdější výzkum.

### Zákony o plynech
V roce 1801 přednesl Dalton důležitou sérii přednášek nazvanou Experimentální eseje, které se zabývaly složením směsných plynů, tlakem páry při různých teplotách ve vakuu a ve vzduchu, odpařováním a tepelnou roztažností plynů.
V roce 1802 byly publikovány jeho čtyři eseje v Memoirs of the Literary and Philosophical Society of Manchester. Během dalších tří let Dalton publikoval několik článků na podobná témata. V roce 1805 publikoval článek On the Absorption of Gases by Water and Other Liquids, který již obsahoval jeho zákon parciálních tlaků. Ten je nyní známý jako Daltonův zákon parciálních tlaků a stručně říká, že tlak směsi plynů je roven součtu jejich parciálních tlaků.

### Atomová teorie

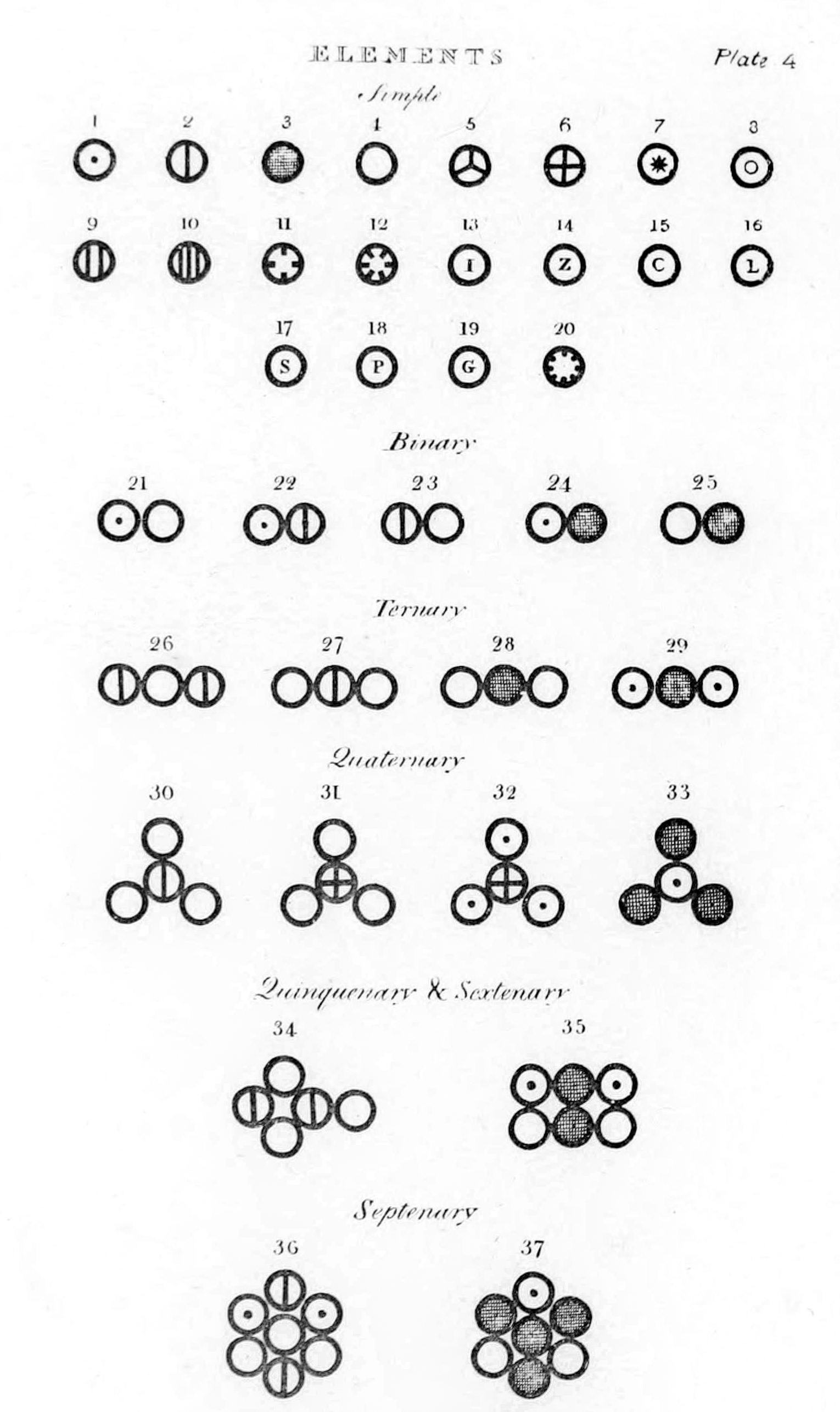
Obrázek atomů a molekul z knihy Johna Daltona Nový systém chemické filosofie (1808)

Pravděpodobně nejdůležitější ze všech Daltonových výzkumů se zabýval atomovou teorií v chemii. Zásadní novinkou Daltonovy atomové teorie je to, že navrhl metodu výpočtu relativních atomových hmotností chemických prvků, která se stala základem pro přiřazení molekulárních vzorců pro všechny chemické látky. Výsledky své práce zveřejnil v roce 1808 ve svém základním díle A New System of Chemical Philosophy.
Hlavní body Daltonovy atomové teorie jsou:
1. Prvky jsou tvořeny extrémně malými částicemi nazývanými atomy.
2. Atomy daného prvku jsou identické co do velikosti, hmotnosti a dalších vlastností. Atomy různých prvků se liší velikostí, hmotností a dalšími vlastnostmi.
3. Atomy nelze dále dělit, vytvářet ani ničit.
4. Atomy různých prvků se spojují v jednoduchých celočíselných poměrech za vzniku chemických sloučenin.
5. Při chemických reakcích se atomy slučují, oddělují nebo přeskupují.

### Relativní atomové hmotnosti
Dalton publikoval svou první tabulku relativních atomových hmotností obsahující šest prvků (vodík, kyslík, dusík, uhlík, síra a fosfor) ve vztahu k hmotnosti atomu vodíku, který je konvenčně považován za 1.
Sloučeniny pak byly rozděleny na binární, ternární, kvartérní. Obsahovaly tedy molekuly složené ze dvou, tří, čtyř a více atomů. Předpokládal, že struktura sloučenin může být reprezentována v poměrech celých čísel. Takže jeden atom prvku X kombinující se s jedním atomem prvku Y je binární sloučenina. Jeden atom prvku X kombinovaný se dvěma atomy prvku Y je ternární sloučenina.
Tyto své poznatky shrnul v článku A New System of Chemical Philosophy, kde uvedl 21 prvků a 17 jednoduchých molekul.

## Úmrtí

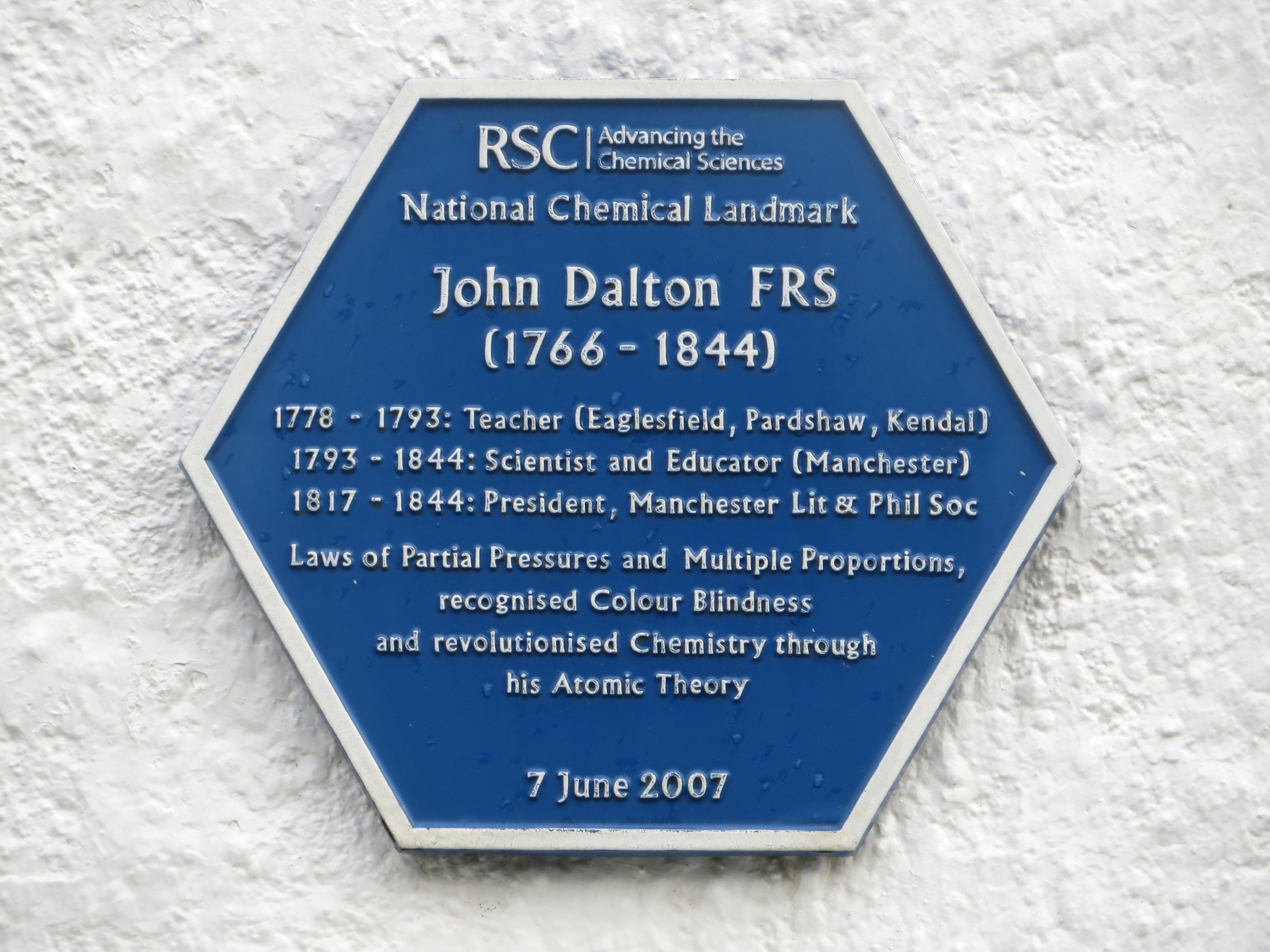
Pamětní deska označující rodiště Johna Daltona

V roce 1837 utrpěl Dalton menší mrtvici a v roce 1838 pak druhou, která mu způsobila poruchu řeči. Stále však pokračoval ve svých  experimentech. V květnu 1844 měl další mrtvici a v červenci téhož roku byl nalezen mrtvý svým ošetřovatelem. Bylo mu 78 let.
Jeho pohřeb probíhal se všemi poctami. Tělo leželo na radnici v Manchesteru čtyři dny a kolem jeho rakve se shromáždilo více než 40 000 lidí. Pohřebního průvodu se pak zúčastnili zástupci hlavních občanských, obchodních a vědeckých orgánů města. Byl pohřben v Manchesteru na hřbitově v Ardwicku, který nyní již neexistuje

## Ocenění
- V roce 1816 byl Dalton jmenován dopisujícím členem francouzské Académie des Sciences. V roce 1830 byl zvolen jako jeden z jejích osmi zahraničních spolupracovníků.
- V roce 1833 mu vláda udělila penzi ve výši 150 liber, která byla v roce 1836 zvýšena na 300 liber.
- V roce 1834 byl Dalton zvolen zahraničním čestným členem Americké akademie umění a věd.
- V posledních letech života byl jeho žákem vynikající James Prescott Joule, který formuloval Jouleho zákon. Ten popisuje teplo, které vzniká ve vodiči průchodem elektrického proudu.